# Преченико
Преченѝко (на италиански: Precenicco; на фриулски: Prissinins, Присининс) е село и община в Северна Италия, провинция Удине, автономен регион Фриули-Венеция Джулия. Разположено е на 5 m надморска височина. Населението на общината е 1498 души (към 2010 г.).